# Мои родители разводятся
Мои родители разводятся (пол. Moi rodzice rozwodzą się) — польский чёрно-белый художественный фильм, драма 1938 года.

## Сюжет
Ада Налэнч отпустила мужа, потому что сама влюбилась в красавца-актёра. В этой ситуации её муж, директор Юзеф Налэнч закрутил роман с красавицей Ниной. Это всё не нравится дочери Налэнчов, которая решает застрелиться. Когда после неудачного самоубийства она лежит в больнице, заплаканные родители соглашаются вновь объединиться.

## В ролях
- Франтишек Бродневич — актёр Ежи Славомир.
- Мария Горчиньская — Ада Налэнч.
- Казимеж Юноша-Стемповский — директор Юзеф Налэнч.
- Лода Немижанка — Амелька Куркувна, секретарша Налэнча.
- Ядвига Анджеевская — Стася, дочь Налэнчов.
- Ина Бенита — Нина Костувна.
- Анна Ярачувна — Люся Реевская.
- Ванда Бартувна — Зося Черская.
- Рената Радоевская — Крыся Рудославская.
- Ванда Яршевская — Рудославская, мать Крыси.
- Людвик Семполинский — Комерницкий.
- Зофья Вильчиньская — Зося, горничная.
- Хелена Бучиньская — Мариана, повариха.
- Павел Оверлло — воспитатель
- Зофья Чаплиньская — Урсула Пшендовская, бабушка Стаси